# Église San Policarpo
L'église San Policarpo (en français : église Saint-Polycarpe) est une église romaine située dans le quartier Appio Claudio sur la Piazza Aruleno Celio Sabino et dédiée à Polycarpe de Smyrne.

## Historique
L'église, décidée un décret du cardinal Clemente Micara en 1960, est construite de 1964 à 1967 sur les plans de l'architecte Giuseppe Nicolosi. Elle est consacrée siège paroissial le 15 juillet 1960.

## Architecture et décorations
L'église San Policarpo est bâtie sur un plan hexagonal en forme de lanterne, ce qui est relativement rare pour ce type de construction religieuse au XXe siècle. La façade est recouvertes de briques d'ornement et la structure de l'édifice est en béton armé soutenu par six piliers s'élevant entre les travées qui forment une étoile de David. L'intérieur de l'église est aussi recouvert de briques formant des structures en nids d'abeille. Le style de l'église est un mélange complexe de nombreuses éléments développés au cours des siècles sur divers bâtiments religieux, coupole, vitraux modernes d'inspiration gothique).
Les vitraux latéraux représentent des scènes de l'évangile et le chemin de croix est réalisé en clous forgés.

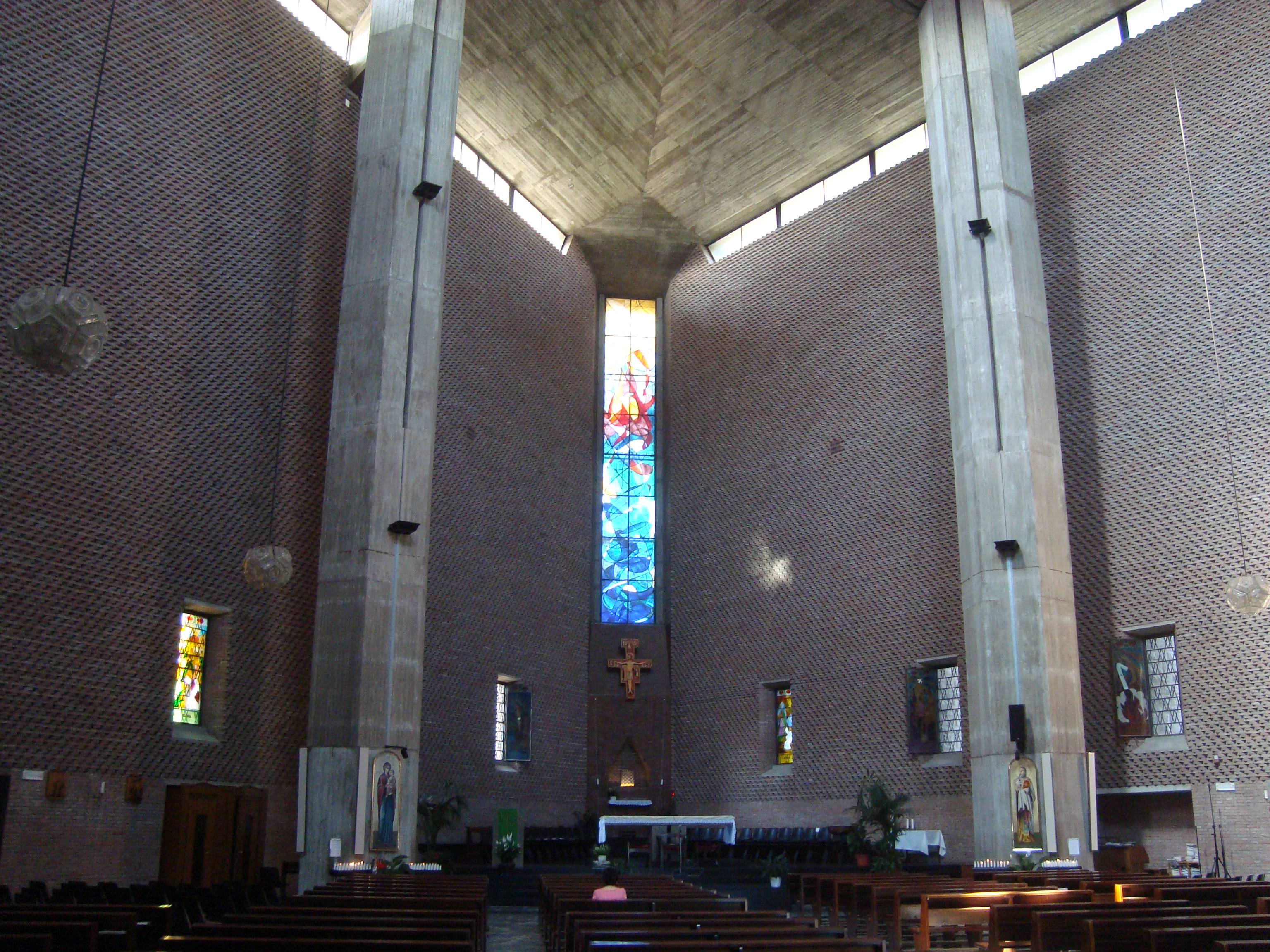
Intérieur de l'église et autel
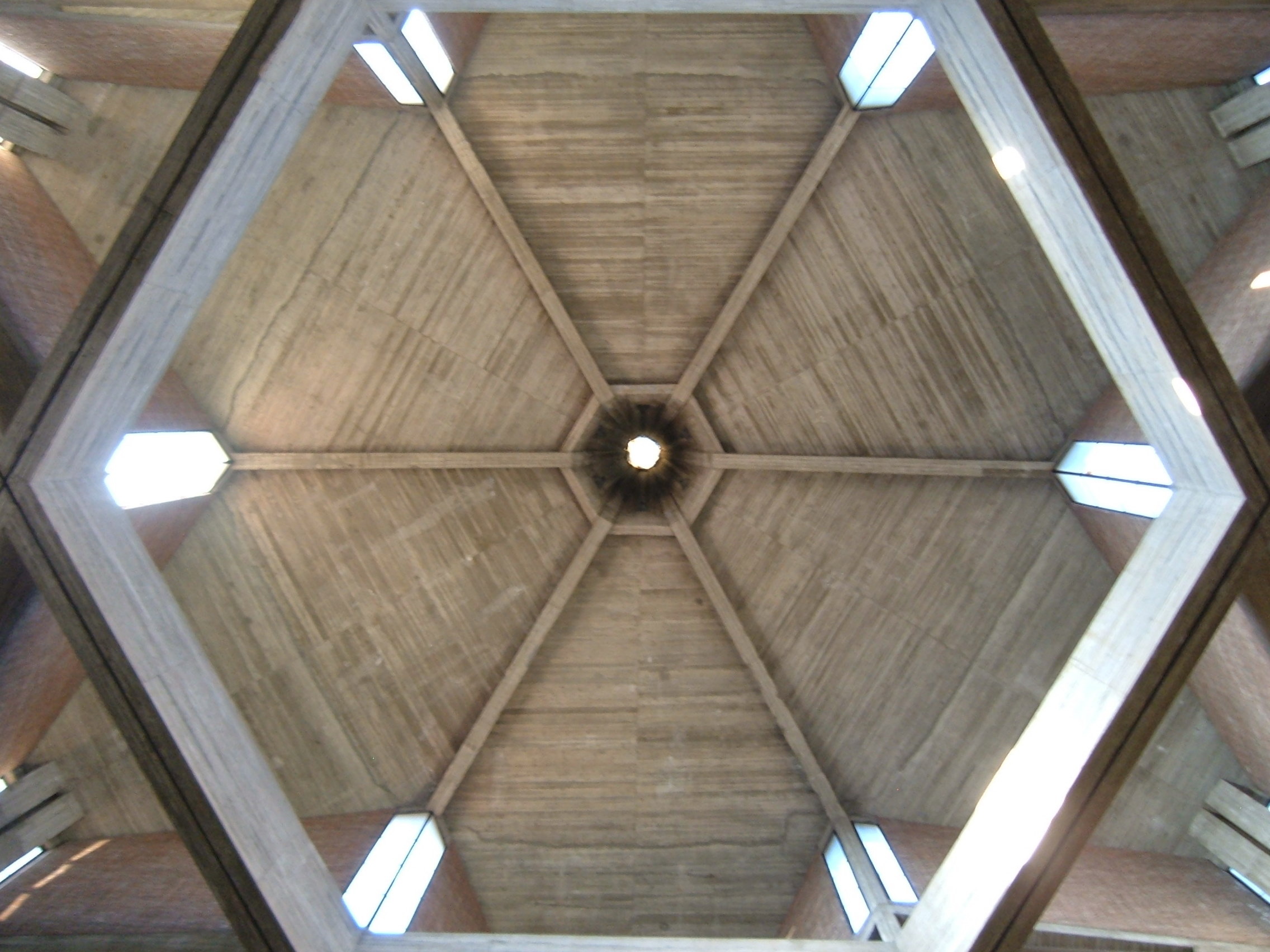
La coupole reprenant le plan hexagonal de l'église
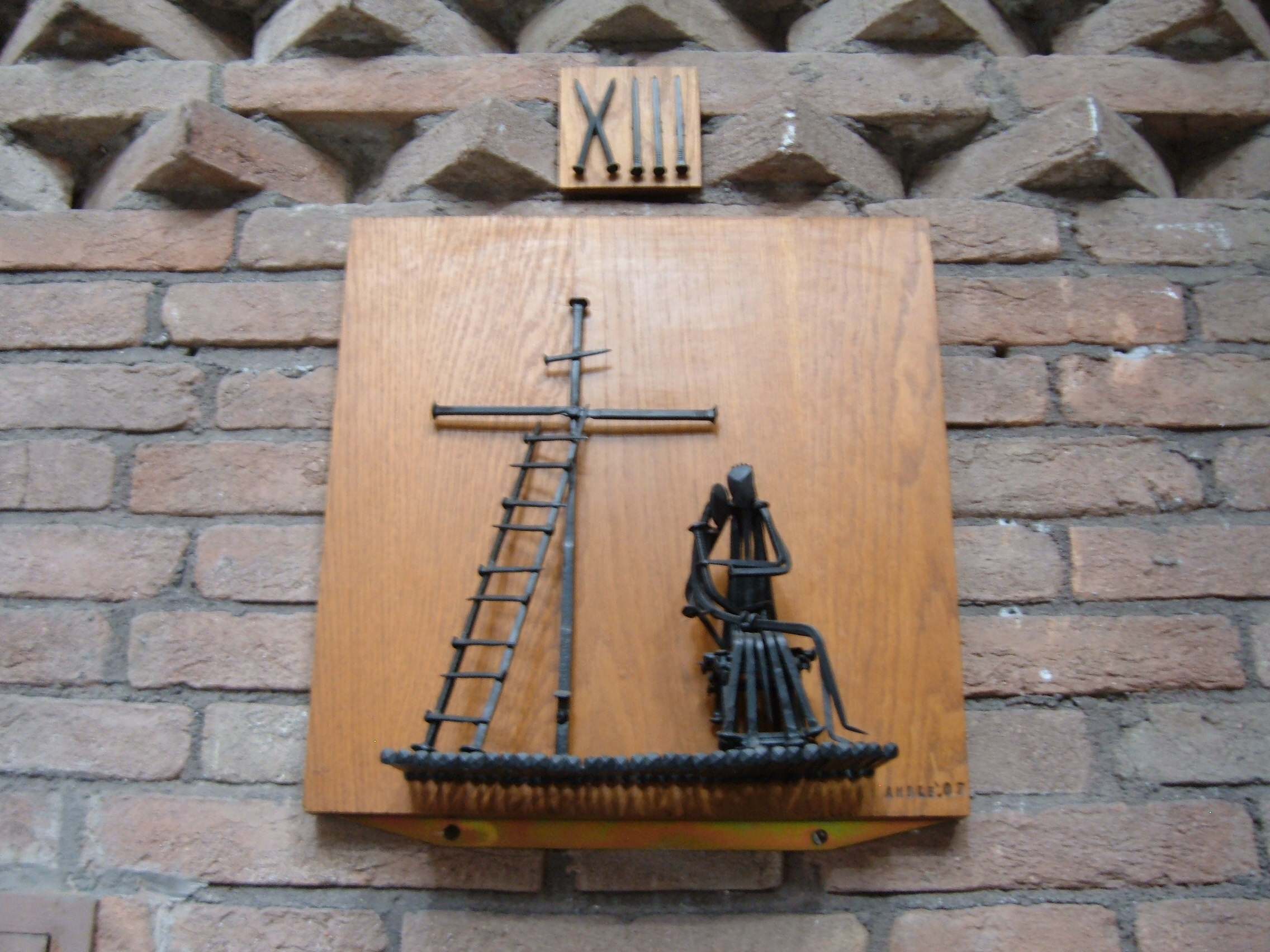
13e station du chemin de croix